# Radhey Shyam
Radhey Shyam Vijayrania (1º maggio 1953 – 19 agosto 2006) è stato un cestista indiano.

## Carriera
Con l'India ha disputato le Olimpiadi del 1980, segnando 107 punti in 7 partite.